# جتال زيتون
جتال زيتون هي بلدة ومنطقة في محافظة قسطموني في منطقة البحر الأسود في تركيا. وفقا لتعداد عام 2000، سكان هذه البلدة هو 8,508 من بينهم 3,410 يسكنون في بلدة جتال زيتون. تغطي المنطقة مساحة 368 كم مربع (142 ميل مربع)، وتقع البلدة على ارتفاع 74 مترا (243 قدما). 74 م (243 قدم)